# 후각계
후각 기관계 (嗅覺器官系, olfactory system)는 후각을 위한 감각 기관이다. 대부분의 포유류와 파충류는 후각 기관계에 주 후각 기관과 부속 후각 기관, 이렇게 두 개의 다른 파트를 지니고 있다. 주 후각 기관은 휘발성 기체 입자에 반응하며, 부속 후각 기관은 액체 입자의 자극에 반응한다. 행동 증거에 따르면 부속 후각 기관으로 감각되는 입자 중 가장 보편적인 것은 페로몬이다.
후각 기관계는 미각 기관계와 함께 화학적 감각이라 구분되곤 하는데, 이는 둘 다 화학적 신호를 감각으로 변환하기 때문이다.

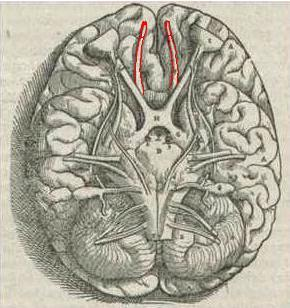
베살리우스' 파브리카, 1543. 인체 후각 망울과 후각로는 빨간색으로 표시되어있음

## 개요
후각 기관은 포유류의 감각 기관 중에서는 역사가 가장 오래된 것 중의 하나로, 후각 중추도 뇌 속에서 가장 역사가 오래된 부분(고피질)에 존재한다. 후각의 감각 세포 표면<후상피(嗅上皮)의 비공면(鼻孔面)>은 점액으로 뒤덮여 있기 때문에 화학 물질은 이 점액에 녹은 뒤 감각 세포를 자극한다고 생각된다. 그러나 어떤 화학 물질을 받아들이느냐 하는 원리적인 해명은 아직 밝혀내지 못했다. 인간의 후각은 그다지 예민하지 못하다고 하는데, 그것은 반응할 수 있는 화학 물질의 종류가 다른 포유류보다 적거나 역치 농도가 크기 때문인지는 분명하지 않다. 코 중에서 외비(外鼻)는 공기의 유입 방향을 결정한다. 사고 등으로 인해 외비가 떨어져 나가면 냄새를 맡을 수 없는데, 코 모양으로 만든 것을 대면 금방 후각이 돌아온다. 이것은 외비가 없으면 공기가 수평으로 유입되어 비강 천장에 있는 후각 세포에 닿을 수 없기 때문이다.

## 기능
후각 기관계의 메커니즘은 외부 자극을 받아들여 신경 세포의 전기적 신호로 바꾸는 말초적인 것과, 모든 신호를 모아 중추 신경계에서 처리하는 중추적인 것으로 구분할 수 있다.

### 말초 기능
인간 뇌의 각 반구에서의 편도의 위치]]

1: 후각 망울 2: 승모 세포 3: 뼈 4: 후각 상피 5: 토리 6: 후각 감각 세포

포유류에서, 주 후각 기관은 코를 통해 흡입된 냄새 물질에 반응한다. 냄새 물질은 코 내부의 후각 상피와 접촉하는데, 후각 상피에는 수많은 후각 감각 세포가 들어있다. 이들은 원래 있던 냄새에서 새 냄새를 구별해내고, 그 냄새의 농도를 결정할 수 있다.
이 후각 감각 세포들은 두 극신경세포인 후각 상피 내의 후각 감각 신경으로 이어져있으며, 이들은 감각 세포가 받아들인 신호를 뉴런의 전기적 신호로 바꾸어준다. 신호는 말초 신경계인 후각 신경을 따라 전달된다. 이 신경은 중추 신경계인 후각 망울 (olfactory bulb)에서 끝이 난다.

### 중추 기능
후각 감각 신경의 축삭은 후각 망울에 모여 토리 (glomerulus)를 형성한다. 토리 내에서, 축삭은 승모세포의 가지돌기 등 다양한 세포들과 접하게 된다. 승모세포는 앞후각신경핵 (anterior olfactory nucleus), 조롱박 겉질 (piriform cortex), 내측 편도 (amygdala) 등등 여러 뇌 영역으로 축삭을 보낸다.
조롱박 겉질은 어쩌면 냄새를 파악하는 것에 가장 밀접한 관계가 있는 영역이다. 내측 편도는 짝짓기, 같은 종의 동물 인식 등 사회적인 기능과 관련이 있다. Entorhinal cortex의 경우 기억, 즉 냄새를 적절한 기억과 매치시키는 기능을 한다. 높은 단계의 신경 영역들이 후각에 있어 정확히 어떤 기능을 하는가는 앞으로 연구해볼 과제이다.
중추 신경계에서, 각각의 냄새들은 서로 다른 신경 활동의 패턴으로 나타난다. 이 패턴들은 공간 (냄새에 반응하는 후각 영역의 활성화된 뉴런들의 위치), 시간 (냄새에 반응하여 여러 뉴런에서 일어나는 활동 전위) 또는 둘의 조합으로 기록된다. 현재 냄새 코드가 주로 시간적인가 공간적인가의 문제는 논쟁이 있다.

## 임상 관련
후각 기관계의 손상은 뇌 손상, 암, 독가스의 흡입, 또는 파킨슨 병, 알츠하이머 병 같은 신경 퇴행성 질환으로 비롯될 수 있다. 이런 요인들은 무후각증을 일으키게 된다. 의사들은 환자에게 냄새 카드를 제시하거나 환자들에게 눈을 감게 하고 커피나 박하 사탕 같은 일상적인 냄새들을 구별하라고 지시함으로써, 환자들의 후각 기관계에 이상이 있는지 검사할 수 있다.

## 역사
린다 벅과 리차드 액설은 후각 기관계에 대한 연구로 2004년 노벨 생리학·의학상을 수상하였다.

## 같이 보기
- 부비동염

## 참조
- 이 문서에는 다음커뮤니케이션(현 카카오)에서 GFDL 또는 CC-SA 라이선스로 배포한 글로벌 세계대백과사전의 내용을 기초로 작성된 글이 포함되어 있습니다.